# ブロードウェイの戦車
ブロードウェイの戦車（ぶろーどうぇいのせんしゃ）は、矢作俊彦と司城志朗共著の長編小説の第2作目である。傭兵のジョウが昔の傭兵仲間と共に、殺人未遂事件を起こし自殺した元上官の汚名をそそぐ物語。

## あらすじ
元軍人で貴族院議員のスペード卿がロンドンの所属クラブ内で同僚議員のウェザビー卿を射殺しようとして失敗し自殺するという事件が起こった。後日、事件の前にスペード卿が出した絵葉書を受け取った元部下で傭兵のジョウにはその事件報道が信じられなかった。事件の真相を解明しにジョウはロンドンへ飛ぶ。ロンドンでは事件後スペード卿の運転手の元傭兵が失踪し、MI-5が動いていることが分かった。スペード卿の遺族から入手した遺品の備忘録からは事件の背景を示唆する書き込みが見つかり、ジョウは謎の秘められたウェザビー卿の所有する絵画を奪取するために昔の仲間の協力を仰ぎに各地を訪ね歩く。一方でウェザビー卿はアメリカ合衆国の穀物メジャーの賓客として渡米してしまう。
ウェザビー卿を追ってニューヨークにやってきたジョウは昔の仲間の一人キム・インジュの協力でウェザビー卿についての情報を収集するが、これにCIA（アメリカ中央情報局）やKGB（ソ連国家保安委員会）が介入してくる。ジョウが単独で何度か揺さぶりをかけた結果ウェザビー卿はセントラル・パーク東にある最新のセキュリティ設備を完備した高級アパートへ移った。元の傭兵仲間が各地から集まり作戦計画が練られ装備の入手や訓練が始まる。CIAは自己の目論見のために監視を続けながらもジョウ達の行動を黙認していた。
1983年12月14日、雪の降るニューヨーク5番街。

22:00 作戦は開始された。

## 登場人物
サー・ハンフリー・メリベール・スペード
英国貴族院議員。元軍人。
サー・ジェイムズ・ウェザビー
英国貴族院議員。王立美術館顧問。
ジョウ・ラミレル・モルテス
傭兵。
ベラ・マティウス
パリのカフェの主人。元傭兵。
マーティン・ディーダラス
映画のスタントマン。元傭兵。
アントニオ・マレスカ
ミラノのスポーツ用品店の店主。元傭兵。
フランツ・シュトーク
ドイツ博物館の学芸員。元傭兵。
キム・インジュ
ニューヨークの観光コーディネーター。元傭兵。
ベンガル“タイガー“
ロンドンのインド料理レストラン経営者。元傭兵。
サー・アーノルド・ノックス
英国内務省警保局長
クリス・アッカーマン
アメリカ中央情報局（CIA）の職員。
コービー・ヘイズ
警備会社CCCの会長。

## 主要な登場機材
- ウェブリー・フォスベリー M1901（Webley-Fosbery Automatic Revolver）
- チャーター・アームズ ブルドッグ（Charter Arms Bulldog）
- ドラグノフ狙撃銃
- マック10（MAC-10）
- GI コルト
- シグ・サワー P230
- タンクゲヴェール M1918
- TRS80モデル100